# Giovanni Picchi
Giovanni Picchi (1571 o 1572 – 17 de mayo de 1643) fue un compositor, organista y lutista y clavecinista Italiano de comienzos del Barroco. Fue un seguidor tardío de la escuela veneciana y fue influyente en el desarrollo y diferenciación de las formas instrumentales cuando estaban comenzando a aparecer, como la sonata y la canzona; además fue el único veneciano en escribir música para el clavecín. 

## Biografía
Se sabe poco sobre los primeros años de Picchi, pero su nacimiento (1571 o 1572) se puede inferir a partir del registro de defunción, en el que se establece que tenía  71 años cuando falleció el 17 de mayo de 1643. La evidencia documental más temprana que se refiere a él es un grabado: aparece como un lautista en la página inicial de un manual de danza publicado en 1600 de Fabritio Caroso (Nobilità di dame). Algún tiempo después de febrero de 1607 fue empleado como organista de la iglesia de los Frari, y de 1623 hasta su muerte fue también organista de la confraternidad de la Scuola di San Rocco, la más prestigiosa y rica de todas las confraternidades venecianas. En 1624 se presentó al puesto de segundo organista de la Basílica de San Marcos, pero fue elegido Giovanni Pietro Berti.
Fue su contemporáneo Monteverdi,  naciendo cuatro años después y muriendo seis meses antes del renombrado compositor.

## Obra
- Intavollatura di Balli d'Arpicordo, para címbalo 1621
- 19 Canzoni da sonar con ogni sorte d'instrumenti a due, tre, quattro, sei, & otto voci, Venedig, 1625

### Grabaciones
Giovanni Picchi ela Scuola Veneziana
Obras para clavecín
Sello Glossa. Intérprete : Fabio Bonizzoni 
Grabado en marzo del año 2000